# Chironax melanocephalus
Chironax melanocephalus là một loài động vật có vú trong họ Dơi quạ, bộ Dơi. Loài này được Temminck mô tả năm 1825.

## Hình ảnh

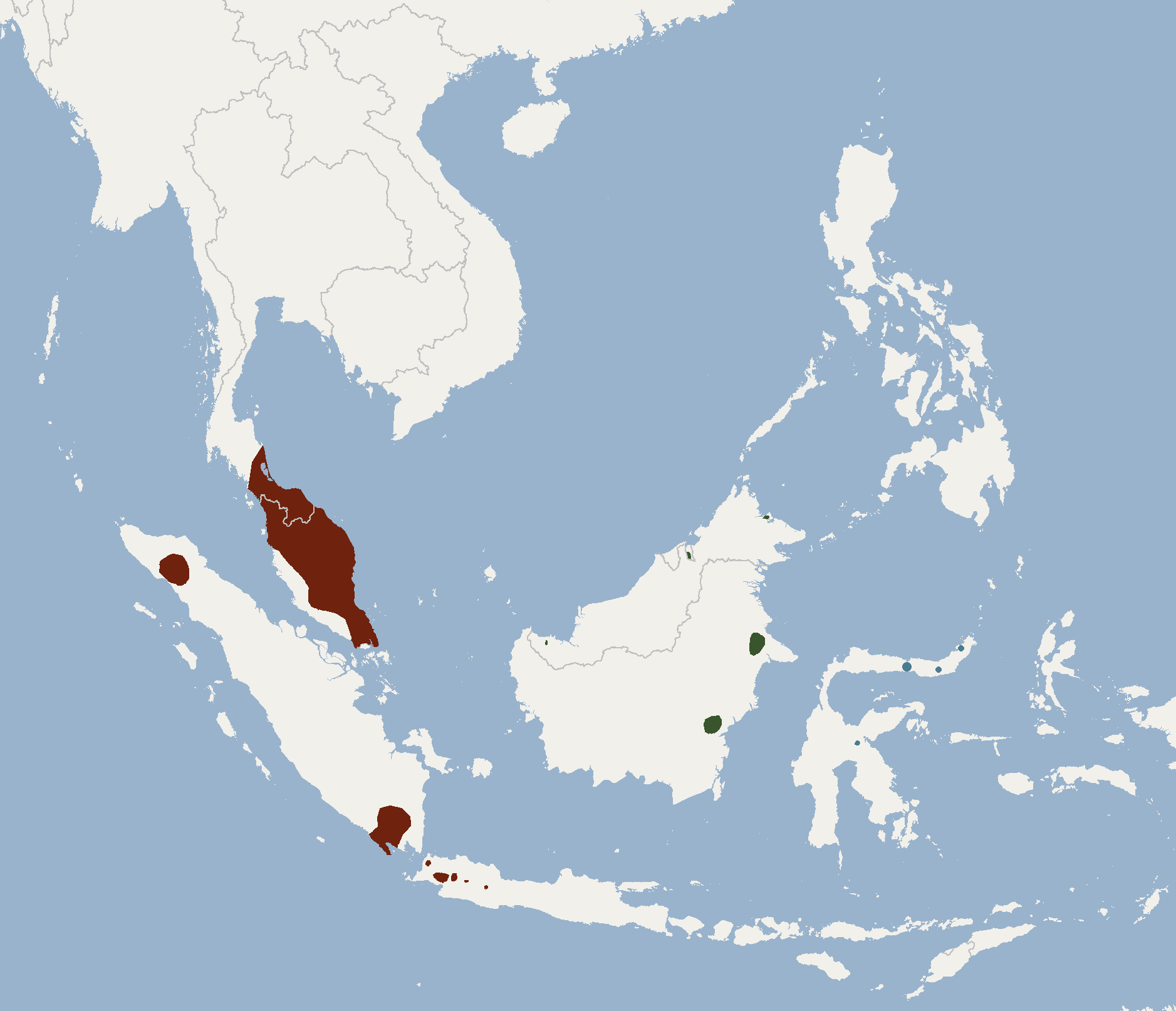